# Visokonivojski programski jezik
Visokonivojski jezik (angleško high-level language) je programski jezik, zasnovan tako, da ustreza programerjevim zahtevam. Ni odvisen od interne strojne kode konkretnega računalnika. Visokonivojske jezike uporabljamo za reševanje problemov in jim velikokrat pravimo tudi problemsko orientirani jeziki - BASIC je bil na primer zasnovan tako, da je začetnikom omogočil hitro učenje, COBOL se uporablja za pisanje poslovnih programov, FORTRAN pa za programe, ki rešujejo znanstvene in matematične probleme. Nizkonivojski jeziki, v nasprotju z visokonivojskimi, močno odražajo značilnosti strojne kode določenega računalnika in se zato imenujejo tudi strojno usmerjeni jeziki. V nasprotju z nizkonivojskimi jeziki se je visokonivojskih jezikov relativno enostavno naučiti. Njihovi ukazi so namreč podobni človeškemu jeziku, zato programerju ni treba podrobno poznati notranjega ustroja računalnika. Vsak ukaz visokonivojskega jezika je enakovreden več strojnim ukazom. Visokonivojski programi so torej bolj kompaktni kot enakovredni nizkonivojski programi. Vendar pa je treba vsak visokonivojski program, preden se ga lahko požene, prevesti v strojni jezik - bodisi s prevajalnikom bodisi z interpreterjem. Visokonivojski jeziki so zasnovani tako, da so prenosljivi. To pomeni, da se program, napisan v visokonivojskem jeziku, lahko požene na vsakem računalniku, ki ima prevajalnik ali interpreter za ta jezik.